# Зевенберген, Корнелис ван Берген
Корнелис ван Глим ван Берген (нидерл. Cornelis van Glymes van Bergen; фр. Corneille de Glymes de Berghes; 1458, Ваув, Северный Брабант — 1509 или 1516), владетель Гревенхука и Зевенбергена — адмирал Нидерландов.

## Биография
Девятый ребёнок Яна II ван Бергена, владетеля Берген-оп-Зома, и Маргареты де Рувруа. Крещен 1 апреля 1458 в замке Ваув. Предназначался для духовной карьеры, как и его старшие братья Хендрик, епископ Камбре, и Антоний, аббат Сен-Бертена, но священником становиться отказался.
Сражался на стороне Карла Смелого в битве при Нанси и за Максимилиана Габсбурга при Гинегате. В 1482 году участвовал в сражении с льежцами у Тинена, был ранен в бою и посвящен в рыцари сиром де Равенштейном. Вместе с братом Яном III ван Бергеном в 1488 году принимал участие в осаде Намюра. В 1490—1491 годах был адмиралом Нидерландов, и в этом качестве участвовал в осаде Слёйса, одной из последних операций Максимилиана по подавлению восстания во Фландрии и Брабанте. Содействовал наступлению Филиппа Клевского на Брюссель, двигаясь на столицу Брабанта с севера и вступив с сотней людей в Вилворде. Падение Слёйса в 1492 году положило конец восстанию.
Был советником, камергером и маршалом у Максимилиана. По словам Жана-Батиста Мориса, имел у Габсбурга такой кредит, что жители Брюгге обратились к нему с просьбой о посредничестве в достижении мира с герцогом (1488). Пользовался большим доверием Филиппа I Красивого, у которого также был камергером. 12 марта 1500 герцог пожаловал ван Бергену пенсион в 600 фунтов, а 28 сентября 1501 еще один, в размере 1200 фунтов.
В 1501 году на капитуле в Брюсселе был принят Филиппом Красивым в рыцари ордена Золотого руна, канцлером которого был его брат Хендрик. Старший сын Корнелиса Максимилиан сопровождал герцога в 1501 году в поездке в Испанию, а сам ван Берген входил в состав регентского совета Нидерландов.
26 декабря 1501 был в числе свидетелей, подписавших брачный договор Маргариты Австрийской с Филибертом Савойским.
Участвовал в переговорах с англичанами, завершившихся подписанием Антверпенского (19.07.1502) и Вестминстерского (14.08.1502) договоров о союзе между Генрихом VII и Максимилианом.
В 1504 году принимал участие в войне с Карлом Гелдернским, начавшейся с неудачного нападения Филиппа Красивого на Гелдерн в октябре. В ходе военных действий захватил замок Ойен и принимал капитуляцию Арнема (6.07.1505), после чего был назначен губернатором Граве.
Возглавив в 1507 году Габсбургские Нидерланды, Маргарита Австрийская назначила ван Бергена членом Государственного совета. В правление Маргариты Корнелис вместе с Рудольфом Анхальтским продолжал вести войну с гелдернцами.
Ютен датирует его смерть 1509 годом, но при этом сообщает о назначении в 1513 году губернатором Граве; кроме того, имеется сообщение о том, что ван Берген в 1516 году в качестве капитана Максимилиана и Карла V участвовал в обороне Леувардена, осажденного гелдернскими войсками (об этом, в частности, пишет Морис).
Унаследовал от отца только сеньорию Мелин, но затем значительно увеличил свои владения. 14 января 1499 купил у графа фон Эттингена Хисвейк и Динтер. Благодаря браку стал владетелем Зевенбергена и Хемскерка, а в 1490 получил от тестя Гревенхук. В 1505 году купил Берликум, Мидделроде и Схиндел.

## Семья
Жена (ок. 1481): Мария Маргарета ван Стриен (ок. 1460 — 1529), владетельница Зевенбергена, Норделоса, Хемскерка и Капелле-ан-ден-Эйссела, дочь Аренда ван Стриена, владетеля Зевенбергена, и Марии ван Вианен, владетельницы Норделоса
Дети:
- Максимилиан ван Глим  (ум. 1522), владетель Зевенбергена. Жена: Анна ван дер Грахт (ум. 1545), бургграфиня (виконтесса) Фюрна
- Леонард (Ленарт) ван Глим (ум. 1523), владетель Зевенбергена
- Корнелис ван Глим (ум. 1560), князь-епископ Льежа (1538—1544)
- Маргарета ван Глим (ум. после 1551). Муж (контракт 12.10.1500): Флорис ван Эгмонт (ок. 1470—1539), граф ван Бюрен и Лердам
- Мария ван Глим (ум. после 24.05.1566), владетельница Зевенбергена. Муж (27.02.1513): Луи де Линь, барон де Барбансон (ум. ок. 1559)